# 10727 Akitsushima
10727 Akitsushima este un asteroid din centura principală, descoperit pe 25 februarie 1987, de Tsuneo Niijima și Takeshi Urata.